# Museo Rafael Casanova
El Museo Rafael Casanova, también conocido como Museo Casa Natal de Rafael Casanova, es un museo ubicado en Moyá, en la casa donde nació Rafael Casanova en 1660. Casanova fue un jurista catalán, doctor en derecho. Fue el último Consejero (1713-1714) del Consejo de Ciento de Barcelona. Al final de la guerra de sucesión española, durante los últimos meses del sitio de Barcelona, y en virtud de su cargo como Consejero, también detenta las responsabilidades de miembro de la Junta de Gobierno del Principado de Cataluña, coronel de la Coronela de Barcelona, y gobernador de la Plaza y Armas de Barcelona.
En el edificio se puede encontrar información biográfica del personaje. También se encuentra ubicado el archivo municipal y el museo de Moyá, dotado de colecciones arqueológicas sobre todo provenientes de las Cuevas del Toll.

## Edificio
Existe documentación de la casa desde 1570. A finales del siglo XVII fue adquirida por la familia Casanova, quien con el tiempo la amplió comprando también la casa de al lado.
Cabe destacar algunas decoraciones de estilo gótico, como las que hay en alguna ventana del edificio. La planta noble mantiene la decoración pictórica del siglo XVIII, donde se puede observar una representación del ciclo de Esther.

## Colección
Por un lado se muestra documentación y objetos de la época de Rafael Casanova, y por otro, el Archivo histórico de Moyá (historia y documentación local) que tiene un fondo notarial importante, con documentación entre 1276 y 1700. Asimismo hay 1200 pergaminos inventariados, de cuentas, compra y venta, testamentos... El más antiguo data de 1080.